# Bumba, Republica Democrată Congo
Bumba   este un oraș  în  partea de nord a Republicii Democrate Congo, în  provincia  Mongala, pe malul fluviului Congo. În 2012 avea o populație de 107 307 de locuitori, iar în 2004 avea 89 289.